# Phillip Omondi
Phillip Omondi, né en 1957 à Tororo en Ouganda et mort le 24 avril 1999, était un footballeur international et entraîneur ougandais. Il est souvent considéré comme l'un des meilleurs joueurs ougandais de l'histoire avec Majid Musisi et Polly Ouma.

## Biographie

### Carrière de joueur
Omondi commence à jouer dans l'équipe locale du Kampala City Council FC entre 1973 et 1979, avant de partir tenter sa chance aux Émirats arabes unis pour rejoindre le Sharjah FC.
Omondi joue avec l'équipe d'Ouganda de football à la coupe d'Afrique des nations 1974, 1976 et 1978 (c'est dans cette dernière qu'il finit meilleur buteur et que l'Ouganda finit second). Il aide également sa sélection à remporter la Coupe CECAFA des nations en 1973 et en 1977.

### Carrière d'entraîneur
Après sa carrière de joueur, il devient un temps entraîneur et prend les rênes du Bank of Uganda FC puis du KCC avant de prendre sa retraite en 1992.